# Loch Killin
Loch Killin är en sjö i Storbritannien.   Den ligger i kommunen Highland och riksdelen Skottland, i den norra delen av landet, 700 km norr om huvudstaden London. Loch Killin ligger 455 meter över havet.  Omgivningarna runt Loch Killin är i huvudsak ett öppet busklandskap.